# Anterastes niger
Anterastes niger är en insektsart som beskrevs av Ünal 2000. Anterastes niger ingår i släktet Anterastes och familjen vårtbitare. Inga underarter finns listade i Catalogue of Life.